# Bryan-Michael Cox
Pour les articles homonymes, voir Cox.
Bryan-Michael Cox, surnommé aussi B. Cox (né le 1er décembre 1977 à Miami), est un parolier et producteur américain de RnB.

## Biographie
Bryan-Michael Cox naît à Miami mais il grandit à Houston, au Texas, et étudie au High School for the Performing and Visual Arts,. Il rencontre dans cette école Beyoncé et LeToya Luckett du groupe Destiny's Child. Il est découvert par le producteur Greg Curtis, ce qui lui permit de créer son studio de production à Houston. En 1997, Cox part étudier à la Clark Atlanta University (CAU). Il crée des prospectus pour proposer ses services sur le campus. Alors il rencontre Jermaine Dupri qui lui présente le groupe Jagged Edge pour qui il fera plusieurs hits comme Let's Get Married en 2000 et Where the Party At (2001).
B. Cox est souvent associé avec Jermaine Dupri dans la plupart de ses productions, surtout entre 2000 et 2005 où la quasi-totalité de ses productions sont coproduites avec JD. Depuis 2005, il est un beatmaker très recherché notamment pour les ballades ou les mid-tempos. Citons, par exemple, Be Without You de Mary J. Blige ou Say Goodbye de Chris Brown.
Il reçoit par le Billboard le prix du producteur de l'année 2001. Il fait partie du projet Ocean's 7 organisé par Jermaine Dupri.

## Discographie

### Productions
- 112 - Nowhere
- 4mula1 - Baby Girl
- Aaliyah - Come Over
- Absoulute - Is It Like That
- Adrienne Houghton - This Hot
- Algebra - What Happened, The Day
- Amerie - Somebody Up There
- Antonella Barba - Danger
- ATL - It's Us ft Ciara et Ne-Yo
- Avery Storm - Stop Time
- B5 (en) - Erica Cain, Right To Left, So Right (non publiés)
- Birdman - How It Be
- Bobby Valentino - How 'Bout It
- Brandy- Not Gonna Make Me Cry Pts.1 & 2, Hold You Down
- Brian McKnight - Comfortable
- Bryan Abrams - If She Only Knew
- Cassie - Must Be Love, To The Morning
- Changing Faces - Last Night, Come Over
- Chris Brown - Say Goodbye, Winner, Catch 22, One Mo' Gin, Throwed, Fallen Angel
- Christina Milian - Seven Days, Oh Daddy, Put Em Up
- Ciara - So Hard, Role Call
- Claudette Ortiz - Can't Get Enough
- Corey « Latif » Williams - Put Me On
- Damita - Won't Be Afraid
- Danity Kane - Back Up, One Shot, Ride For You
- Dave Hollister - My Everything
- Dave Young - Never Over, The Reason Why
- Destiny's Child - Bad Habit
- Dirty Rose - Not A Game, Phone Sex, The Way It Was, Work It Out, She Ready, Still Be Around, Move Ya Body, Cheat On Her, Impossible, Gravity
- Donny Green - So Easy
- Dru Hill - If I Could
- Faith Evans - Catching Feelings
- Fantasia - Only One U, U Got Me Waiting
- Frankie J - Get On The Floor, In The Moment, How To Deal, Don't Wanna Try (Remix)
- Ginuwine - Stingy, One Time For Love, Last Chance
- Ideal - Get None, Creep Inn
- Jagged Edge - Tryna Be Your Man, Walked Outta Heaven, I Don't Wanna, He Can't Love U, Cut Somethin, Best Man, This Goes Out, Remedy, What You Tryin To Do, Healing, Heartbreak
- Jazzy - Make Up
- J-Kwon - Morning Light
- Joe - Go Hard, Run It Back, What I Feel, My Love, You Should Know You, Feel For You, We Need To Roll
- Johntá Austin - Hood Love
- Keke Wyatt - My Man
- Kenny Lattimore & Chanté Moore - Figure It Out
- Lee Carr - Act Like That (Part 2), The Way We Used to Be
- LeToya Luckett - Obvious
- Lil' Corey - The First Time, Two Can Play that Game, I Saw You, All I Do
- Lil' Fizz - Fluid
- Lil' Mo - Hot Girl, Heartbeat, Mother of My Child, Forever, Superwoman, Lloyd (Intro)
- Making the Band 4 - Exclusive
- Mariah Carey - 4Real4Real, I Stay In Love, For the Record, Joy Ride
- Mario - Kryptonite
- Marques Houston - Circle
- Mary J. Blige - Be Without You, Ain't Really Love, We Ride (I See the Future), Reflections (I Remember), Here We Go Again, We Got Hood Love
- Megan Rochelle - Greener
- Mila J - Go Public
- Monica - Searchin', I Don't Wanna, Hell No
- Mowett - My Life, Let Me Know
- Mýa - Life Is Too Short
- Nephu - I'm On One
- Nicole Scherzinger - Kiss Me, Step Up, Steam
- Nivea - Don't Mess With My Man
- Omarion - Made For TV, Just Can't Let You Go
- One Chance - Just Not Rite, Hall of Fame
- Q. Amey - Steal My Show, Closer, Creep, Get At You,
- Ruff Endz - Missing You
- Sammie - Come With Me, I Can't, My Own Way
- S.Blaq - Messages, No More Secrets
- Sureshot - Story of My Life
- Sterling Simms - 80 on the Freeway
- Teairra Mari - Act Right, Phone Booth, Good Enough 4 U
- Toni Braxton - Trippin' (That's The Way Love Works), What's Good, Just Be A Man About It
- Toni Estes - She's Already, Let Me Know, She Ain't, Told Me, Last Time
- Trey Songz - Last Time, One Love
- Tyrese - Gotta Get You
- Usher - Before I Met You
- Young Steff - If U Let Me, Dream Girl

### Coproductions avec Jermaine Dupri
- Alicia Keys - Girlfriend
- B2K - Last Boyfriend
- Bow Wow - Go, Like You, Thank You, Crazy, The Wickedest, Pick Of The Litter, Up In Here, Get Up, Bow Wow (That's My Name), The Future, You Know Me, The Dog In Me, Ghetto Girls, This Playboy, Shorty Like Mine, You Can Get It All
- Chante Moore - Straight Up, Go Head With All That
- Christina Milian - A Girl Like Me
- Da Brat - What Chu Like, All My Bitches
- Faith Evans - Tru Love
- Jagged Edge - Let's Get Married, Promise, Key To The Range, Did She Say, Where The Party At, I Got It, I Got It 2, Promise (So So Def Remix), Respect, GoodBye, Shady Girl, Visions, Familiar, Things I Do For You, Wanna Be (Romeo)
- Janet - Someone To Call My Lover (Remix)
- Jermaine Dupri - Welcome to Atlanta, Ballin' Out Of Control, Hate Blood, You Bring Out The Freak In Me, Get Some, Money, Hoes & Power
- Jessica Simpson - Irresistible (Remix)
- Johntà Austin - Lil' More Love, If I Was Your Boyfriend
- LeToya Luckett - This Song
- Mariah Carey - How Much, Don't Forget About Us, Shake It Off, The One, Miss You, If You Had Your Chance, I Don't
- Maxwell - Lifetime (Remix)
- Monica - U Should've Known Better, I'm Back, Too Hood, If U Were The Girl", Have Yourself a Merry Little Christmas
- N2U - Baby Mama Love
- Nate Dogg - Your Woman Has Just Been Sighted (Ring the Alarm)
- Nivea - Parking Lot
- RL - Got Me a Model
- Ron Isley - Forever Mackin, Gotta Be With U
- Tamar Braxton - Get None
- Tamia - Still, Stranger In My House (Remix)
- Tyrese - Off The Heezy, Somebody Special
- Usher - Foolin' Around, Burn, Confessions Pt. 1, Confessions Pt. 2, Do It To Me, U Got It Bad, U-Turn, If I Want To, I Can't Let You Go, Good Ole Ghetto, T.T.P., Don't Waste My Time

## Distinctions
| Année | Prix[réf. nécessaire]                                                                          |
| ----- | ---------------------------------------------------------------------------------------------- |
| 2007  | Grammy Award de la « meilleure chanson RnB » - Be Without You (parolier)                       |
| 2005  | Grammy Award du « meilleur album contemporain de RnB » - The Emancipation of Mimi (producteur) |
| 2004  | Grammy Award du « meilleur album contemporain de RnB » - Confessions (producteur)              |
| 2004  | Year End Billboard Hot - « 100 producteurs »                                                   |
| 2004  | Year End Billboard Hot - « Producteurs de singles et morceaux de RnB/hip-Hop »                 |
| 2003  | SESAC - « Parolier de l'année 2000-2003 »                                                      |
| 2001  | Billboard #5 Hot « producteur de R&B/Hip-Hop 2001 »                                            |